# Erckels frankolijn
Erckels frankolijn (Pternistis erckelii; synoniem: Francolinus erckelii) is een vogel uit de familie fazantachtigen (Phasianidae). De wetenschappelijke naam van de soort is voor het eerst geldig gepubliceerd in 1835 door de Duitse natuuronderzoeker Eduard Rüppell, die de vogel noemde naar zijn assistent Theodor Erckel.

## Voorkomen
De soort komt voor in het noordoosten van Afrika, met name van noordoostelijk Soedan, Eritrea tot centraal Ethiopië.

## Beschermingsstatus
Op de Rode Lijst van de IUCN heeft de soort de status niet bedreigd.